# Grande Torino

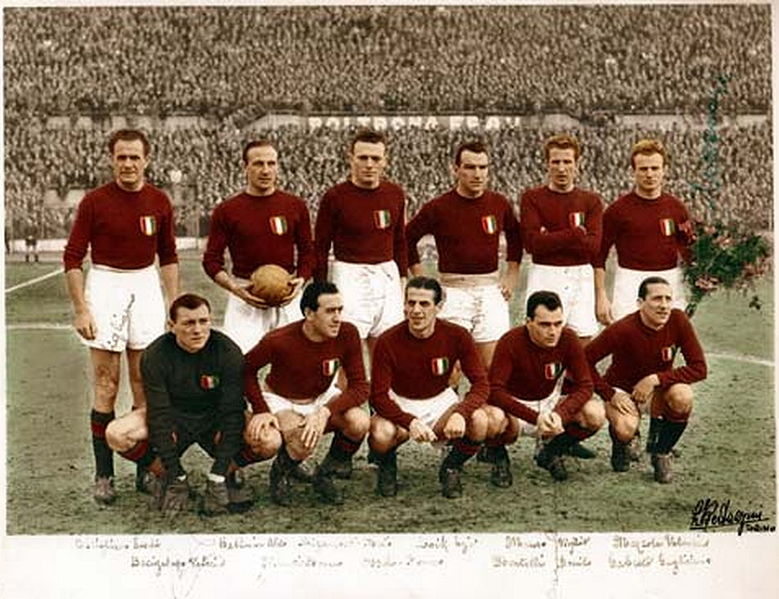
Alineación del Grande Torino en la temporada 1948-49.

El Grande Torino fue el histórico equipo de fútbol italiano del Torino Calcio en la década de 1940, cinco veces campeones de Italia, cuyos jugadores fueron la columna vertebral del equipo nacional de Italia y murió el 4 de mayo de 1949 en el accidente aéreo conocido como el desastre aéreo de Superga.
Con este nombre, aunque se usa comúnmente para identificar al equipo que murió en el desastre, define todo el ciclo deportivo que duró ocho años y condujo a la conquista de cinco campeonatos consecutivos, igualando el récord previamente establecido por la Juventus del Quinquennio d 'oro; el Grande Torino también ganó una Copa de Italia.

## Historia

### La llegada de Ferruccio Novo

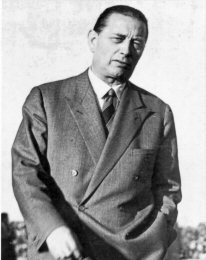
Ferruccio Novo

El nacimiento del Grande Torino está asociado con el verano de 1939, cuando el empresario —y antiguamente jugador del club— Ferruccio Novo asumió la presidencia del AC Torino sucediendo a Giovanni Battista Cuniberti. Para Novo fue un regreso al pasado: jugó de hecho en las categorías inferiores del Toro en 1913 pero nunca logró llegar al primer equipo.
Los primeros movimientos fueron los de reorganizar la sociedad inspirado en la política deportiva-comercial establecida con éxito considerable de Edoardo Agnelli en la Juventus durante la primera mitad de 1930 y, siguiendo las sugerencias de Vittorio Pozzo, hacen más como la gestión a los equipos de los patrones ingleses, a continuación, de vanguardia: se rodeó de exjugadores como Antonio Janni, Mario Sperone (campeones de Italia 1928) y Giacinto Ellena (aún en activo); a Rinaldo Agnisetta (entonces director de una empresa de transporte) se le otorgó el cargo de director gerente, Roberto Copernico fue llamado a la función de asesor; el inglés, Leslie Lievesley desempeñó el papel de entrenador juvenil, mientras que la guía técnica se le dio a Ernest Egri Erbstein (quien durante mucho tiempo colaboró de incógnito debido a las leyes raciales vigentes, ya que era judío).
La primera gran compra hecha por Novo fue la de Franco Ossola, de dieciocho años (tomado por 55.000 liras del Varese, siguiendo el consejo de Janni): el delantero debutó el 4 de febrero de 1940 en un Novara-Torino con 0-1.

### El periodo de entreguerras
Italia, que hasta entonces había permanecido neutral, el 10 de junio de 1940 entró en la Segunda Guerra Mundial en el lado de las potencias del Eje. Benito Mussolini estaba tan seguro de que la guerra sería una "guerra relámpago" que anunció que los jugadores se quedarían en casa, y afirmó: "Los necesitamos más en el campo de fútbol que en el ejército".
El año siguiente, Ossola mostró su valor como máximo goleador de los Granata, anotando 14 goles en 22 apariciones, pero el equipo en su conjunto no cambió de forma. Torino finalizó la temporada en séptima posición con 30 puntos, nueve menos que el campeón Bolonia. Dos jugadores se retiraron ese año: Oberdan Ussello, quien a su vez se hizo cargo del equipo juvenil; y Raf Vallone, que se dedicó al cine y teatro.
La previsión de Novo le permitió aprovechar el clima de estancamiento y falta de inversión. Había poco dinero en el fútbol, que Novo anticipó. En vista de la temporada 1941-42 de la Serie A, el Torino trajo cinco nuevos jugadores: Ferraris II, que jugó en el ala izquierda de la Italia campeona de la Copa Mundial de la FIFA en 1938, fue fichado por Ambrosiana por 250 000 liras; Romeo Menti, un extremo con buena técnica y un potente disparo que fue firmado por la Fiorentina por recomendación de Ellena; y Alfredo Bodoira, Felice Borel y Guglielmo Gabetto, todos rivales de la Juventus.
La llegada de Gabetto a Torino se debió en parte a Borel, quien, tal vez para recompensar a Novo por su fe después de adquirirlo de la Juventus después de años de técnicas de incomprensión, reveló Gabetto, que la Juventus lo consideraba "acabado" como jugador, sería vendido al Genoa por 300 000 liras. Borel sugirió aumentar la oferta y Novo compró el delantero por 330 000 liras.

### Del «método» al «sistema»
El punto de inflexión llegó cuando Felice Borel, quien en el futuro asumiría el cargo de entrenador, Ellena y Copérnico le sugirieron a Novo que el Torino debería establecerse con la táctica del «sistema», una nueva forma del juego en esos años.
Hasta entonces, la táctica más popular era el «método», un arreglo más defensivo cuya fuerza era principalmente el contraataque, que había permitido al equipo nacional de Italia de Vittorio Pozzo ganar las Copas Mundiales de 1934 y 1938. En defensa, solo había dos defensas y un centrocampista defensivo que siguió adelante en la ofensiva. En el centro del campo, la ofensiva fue establecida por los centrocampistas centrales, mientras que los extremos fueron diseñados para servir el balón para el delantero. La fase de ataque no fue fácil, ya que la regla de fuera de juego estipuló que debe haber tres jugadores entre el delantero y el objetivo, por lo tanto, solo un defensor tuvo que avanzar para activar la trampa del fuera de juego.
En 1926, se cambió la regla de fuera de juego: dos jugadores necesitaban avanzar para activar el fuera de juego. Esto creó muchas dificultades inmediatas para los equipos de la época y aumentó enormemente el número de goles en la liga.
En la década de 1930, el inglés Herbert Chapman, entrenador del Arsenal, desarrolló una nueva táctica llamada sistema o «WM», que en la práctica era un tipo de formación 3-2-2-3, con tres defensores, cuatro mediocampistas (dos mediocentros y dos interiores) y tres delanteros ubicados en los puntos de «W» y «M». Chapman, reorganizó la defensa, eligió retroceder a un mediocampista de contención, creando un «tapón» de facto, mientras que a los laterales se les asignó la tarea de marcar los extremos. Las tareas de marcado eran más simples, y nacía una marca de hombre con matriz reflejada. El sistema también era más dinámico, más equilibrado y, si se jugaba con los jugadores adecuados, era una táctica que por primera vez garantizaba el control del «punto de acceso», el centro del campo. Esto se estableció en cuatro jugadores dispuestos en un cuadrado (como se coloca precisamente en la parte superior de «W» y «M») e involucró el uso de dos mediocampistas y dos mediapuntas. Novo aprobó la sugerencia y basó al Torino en esta táctica.
Novo contrató al entrenador húngaro András Kuttik en lugar de Tony Cargnelli. A Ellena se le asignó un puesto en el centro del campo, un papel que anteriormente desempeñaba en la Fiorentina, hasta entonces el único club italiano en experimentar con la táctica, aunque con poco éxito. El cambio de táctica también interesó al técnico italiano Vittorio Pozzo, quien ya había comenzado a dar forma a su propio equipo nacional con la columna vertebral del Torino.
La temporada 1941-42 fue conquistada por la Roma. Ese año, dos derrotas resultaron ser la perdición del Torino: una derrota en la primera ronda en la Copa de Italia y una derrota en la Serie A con tres partidos restantes contra el Venezia, liderado por Ezio Loik y Valentino Mazzola.

### Comienzo de una era
El equipo de Torino de 1941-42 fue un equipo entonces muy competitivo y probado, pero, como se mencionó, las dos capitulaciones que cuestan participar en la Coppa Italia y las ambiciones del título de la liga suceden todas contra el mismo equipo, el Venezia de Valentino Mazzola y Ezio Loik.
El primero es un excelente creador de juego, el segundo un extremo rápido; ambos ya son básicos de la Italia de Vittorio Pozzo. Novo siente que son las piezas que faltan en el engranaje para hacer que el equipo sea inmejorable. Al final de un Venezia-Torino, a tres jornadas del final del campeonato, que en la práctica pone fin a los sueños de los granata, Novo fue al vestuario y compró directamente los dos, que costaron 1.200.000 liras juntos, junto con otros dos jugadores (Petron y Mezzadra). En el rastro de los dos futbolistas estaba también la Juventus, que fue seguido por Virginio Rosetta, y el trato con los Bianconeri parecía estar a punto de concluir. El dinamismo de Novo frustró el plan de los primos y adquirió las dos estrellas que faltaban. Así nació el once destinado a ser recordado como el Grande Torino.
Al comienzo de la temporada 1942-43, disponible para el húngaro András Kuttik, hay un equipo que incluye a los mejores jugadores: los expertos porteros Bodoira y Cavalli; defensores de la experiencia de Ferrini, Ellena y calidad como Piacentini y Cassano; en el centro del campo, los veteranos Baldi y Gallea, con los nuevos Ezio Loik y Mazzola; en la delantera Menti y Ferraris, Gabetto y Ossola.
En el papel, Torino es el equipo a vencer, pero la salida no es la mejor: el Toro compite con la sorpresa del Livorno. Este duelo crea un campeonato emocionante, resuelto solo el último día cuando el Torino, con un gol de Mazzola, hundió al Bari. El Torino también logró ganar la Coppa Italia nuevamente contra el Venezia del año anterior y se convirtió en el primer equipo en alcanzar el doblete.
La final se juega en el Stadio San Siro de Milán y los granata, gracias a un refuerzo de Gabetto y goles de Mazzola y Ferraris II, obtienen la victoria con un rotundo 4-0.

### El campeonato de 1944 y la guerra
En 1944, Italia, ahora devastada por la Segunda Guerra Mundial, se divide en dos por la Línea Gótica. El régimen fascista cayó y el ejército estadounidense avanzó en el sur de la península. Sin embargo, la liga sigue adelante y, por decisión de la Federación, se organizó en una fase de grupos. Sin embargo, las transferencias son difíciles desde el bombardeo de los Aliados, a menudo interrumpiendo los enlaces ferroviarios, lo que obliga a los viajeros a caminar largas distancias.

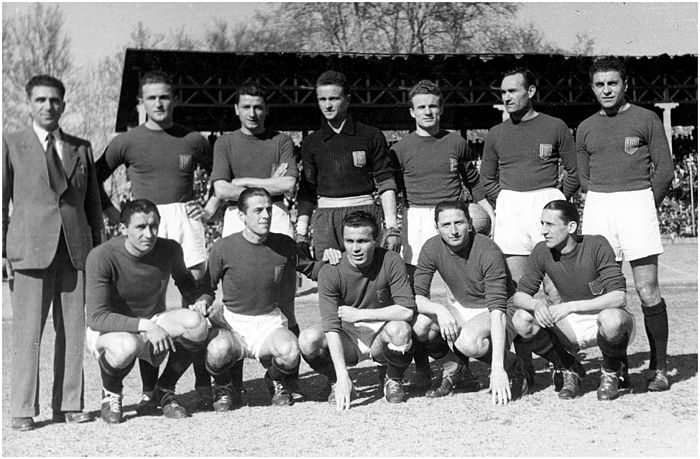
Equipo del «Torino FIAT» en el campeonato de guerra 1943-44.

Para evitar el riesgo de llamar a las armas, muchos equipos son ingeniosos: con una diplomacia inteligente, se aseguran de que sus jugadores sean parte de las industrias más importantes del país, al pasarlos como indispensables para la producción nacional de la industria de la defensa, logrando efectivamente eximirlos de su uso en el frente. El Torino de Novo encontró tal colaboración con la FIAT, creando el «Torino FIAT», un nombre similar al de una estructura corporativa: de hecho, Mazzola y otros, en aras de las apariencias, de hecho están clasificados como trabajadores en el automóvil de Agnelli; algunas fotos los retratan en el torno y las máquinas de herramientas. Los primos de la Juventus, por otra parte, también habían emigrado a Alba a la Cisitalia, una fábrica de automóviles perteneciente al entonces presidente de la Juventus, Piero Dusio.
En el Torino juegan el portero Luigi Griffanti, del equipo nacional, fichado de la Fiorentina, y Silvio Piola, un delantero venido del Lazio, que llegó al norte para llevar a su familia a la capital, y en su lugar permaneció atrapado en la Alta Italia debido a al armisticio.
En el campeonato de guerra jugado al norte, en la primera fase de grupos, el Torino se insertó en el grupo Ligure-Piemontese. El equipo venció 7-1 al Genoa y Biellese, 7-0 al Alessandria, por 8-2 Novara y Juventus 5-0. En la ronda semifinal, Torino se enfrentó a Ambrosiana-Inter, Varese y Juventus; el derbi concluyó en una derrota 1-3 y un empate 3-3, luego viene la victoria contra el Inter, dando paso a la ronda final de tres, junto con el VV.FF. Spezia y Venezia, que se juega en el Arena Civica en Milán.
Torino finalmente perdería el torneo, debido en parte a un partido extraoficial del equipo nacional, organizado con fines de propaganda, celebrado en Trieste dos días antes del partido contra la Spezia. A pesar del viaje complicado por las operaciones de la guerra, el presidente Novo, subestimando a sus oponentes, rechaza la propuesta de la Federación de posponer el partido contra Spezia que, más fresco, vence al Torino por dos goles a uno. El empate del Spezia 1-1 contra Venezia, hace innecesaria la posterior victoria del Torino en Venezia 5-2 y el Spezia se proclama campeón.